# 내 영혼이 따뜻했던 날들
『내 영혼이 따뜻했던 날들』(영어: The Education of Little Tree→작은나무의 교육)은 에이사 얼 카터가 포레스트 카터라는 가명으로 발표한, 회고록 형식의 장편소설이다. 1976년 처음 출간되었을 당시 저자 포레스트 카터가 애팔래치아산맥에서 체로키족 조부모 밑에서 자랐던 시절을 회고한 실화라고 알려졌다. 하지만 이것은 모두 거짓이고 작가 포레스트 카터의 정체는 앨라배마주에서 극단적인 인종폭력사건들을 주도한 KKK 지도자 에이사 얼 카터가 신분을 세탁한 것이었음이 밝혀졌다.
처음 출간되었을 때는 판매고가 그저 그랬으나, 신비화된 원주민들의 단순한 삶에 대한 메시지에 매력을 느낀 일정한 독자를 확보했다. 이후 1991년 뉴멕시코 대학교 출판부에서 판권을 사들이고 재간했을 때 뉴욕 타임즈 베스트셀러가 되고 올해의 책(ABBY)을 수상하면서 뒤늦게 유명해졌다. 같은 해 역사학자 댄 T. 카터가 포레스트 카터의 정체를 파헤쳐 폭로하면서 이 책은 큰 논란의 대상이 되었다.
에이사 카터는 『작은나무의 방황』(The Wanderings of Little Tree)이라는 제목의 속편을 기획하였으나 완성하지 못하고 1979년 사망했다. 『내 영혼이 따뜻했던 날들』은 1997년 영화로도 만들어졌다. 이 책을 둘러싼 극적인 날조극과 저자의 백인우월주의가 내용에 어떤 영향을 미쳤는지에 관해서는 다양한 논의가 이루어지고 있다.